# Székástóhát
Székástóhát (románul Tău, németül Weiersdorf, erdélyi szász nyelven Wärdref) település Romániában, Fehér megyében.

## Fekvése
Gyulafehérvártól 31 km-re keletre, Székásveresegyháza, Székásszabadja, Székásbesenyő és Magyarádtanya közt fekvő település.

## Története
1335-ben említik először Thohata néven.  Ebben az évben katolikus lakossága és plébániatemploma volt, melynek papja, Tyba a pápai tizedjegyzék szerint 20 dénárt fizetett.
Későbbi adatok nem emlékeznek meg a katolikus - magyar vagy német - lakosságról, viszont a 15. században már románok lakták.
A trianoni békeszerződésig Alsó-Fehér vármegye Balázsfalvi járásához tartozott.

## Lakossága
1910-ben 990 lakosa volt, ebből 980 román, 7 magyar és 3 német nemzetiségűnek vallotta magát.
2002-ben 536 lakosából 535 román és 1 magyar volt.

## Híres emberek
- Itt született 1914. május 3-án Csűrös István botanikus.